# Christian Inngjerdingen
Christian Inngjerdingen (ur. 19 grudnia 1996 w Oslo) – skoczek narciarski posiadający zarówno obywatelstwo norweskie, jak i szwedzkie. Indywidualny i drużynowy srebrny medalista Letnich Mistrzostw Szwecji w Skokach Narciarskich 2014, indywidualny złoty medalista zimowych mistrzostw Szwecji w 2015. Od listopada 2014 reprezentuje Szwecję, wcześniej Norwegię. Uczestnik Mistrzostw Świata w Narciarstwie Klasycznym 2015.

## Życiorys

### Początki kariery (do 2014)
Zaczął uprawiać skoki narciarskie w wieku 11 lat. Na arenie międzynarodowej zadebiutował 12 i 13 grudnia 2013 w Notodden, gdzie w konkursach cyklu FIS Cup zajął odpowiednio 22. i 29. pozycję. W zawodach tych reprezentował Norwegię. Zdobył wówczas łącznie 11 punktów, które pozwoliły zająć mu 226. pozycję w klasyfikacji generalnej sezonu 2013/2014 FIS Cup.

### Przyjęcie szwedzkiego obywatelstwa (od 2014)
Jego matka jest Szwedką, w związku z czym oprócz obywatelstwa norweskiego posiada również obywatelstwo szwedzkie. Posługuje się językiem szwedzkim w płynny sposób. Wiosną 2014 za namową ówczesnego trenera szwedzkiej reprezentacji w skokach narciarskich – Tronda Jørana Pedersena, zdecydował się zmienić reprezentację i występować jako Szwed.
Latem 2014 został zawodnikiem szwedzkiego klubu Holmens IF. Podczas rozegranych w sierpniu 2014 konkursów FIS Cup w Kuopio miał zadebiutować na arenie międzynarodowej w barwach reprezentacji Szwecji, jednak z powodu problemów proceduralnych związanych ze zmianą reprezentacji, nie wystąpił w tych zawodach.
Na początku października 2014 wystartował w Letnich Mistrzostwach Szwecji w Skokach Narciarskich 2014 rozgrywanych na skoczni normalnej w miejscowości Örnsköldsvik. W konkursie indywidualnym seniorów, po skokach na odległość 94 i 92 metrów, zajął 2. pozycję, przegrywając jedynie z Carlem Nordinem. W konkursie drużynowym seniorów, reprezentując wspólnie z Simonem Eklundem klub Holmens IF, również zdobył srebrny medal. Srebro zdobył także w rywalizacji juniorów, w której przegrał z Jonasem-Slothem Sandellem, pochodzącym, podobnie jak Inngjerdingen, z Norwegii.
W sierpniu 2014 szwedzkie media ogłosiły, że jest jednym z 4 głównych kandydatów (obok Nordina, Eklunda i Sandella) do reprezentowania Szwecji w konkursach skoków narciarskich podczas Mistrzostw Świata w Narciarstwie Klasycznym 2015, co później potwierdził także sam Inngjerdingen.
Ostatecznie w listopadzie 2014 otrzymał pozwolenie na starty w reprezentacji Szwecji. W barwach szwedzkiej kadry zadebiutował w rozgrywanych w Renie dniach 12 i 14 grudnia (14 przeprowadzono dwa konkursy jednego dnia) konkursach Pucharu Kontynentalnego, w których zajął kolejno 58., 56. i 44. pozycję. Dwa tygodnie później ponownie wystąpił w zawodach tego cyklu, rozegranych w Engelbergu, zajmując dwukrotnie 57. miejsce. Do Pucharu Kontynentalnego powrócił 16 stycznia 2015, gdy w Sapporo uplasował się na 48. pozycji. Dzień później zajął 30. miejsce, zdobywając tym samym pierwszy w karierze punkt do klasyfikacji generalnej tego cyklu, a osiągnięcie to udało mu się powtórzyć także 18 stycznia w tej samej miejscowości, gdzie zajął 25. miejsce.
5 lutego 2015 wziął udział w konkursie indywidualnym podczas mistrzostw świata juniorów, w którym, po skoku na odległość 82,5 metra zajął 54. pozycję w stawce 66 skoczków.
W lutym został indywidualnym mistrzem Szwecji w skokach narciarskich na normalnej skoczni w Örnsköldsvik.
W tym samym miesiącu wystartował w rywalizacji skoczków na mistrzostwach świata, gdzie nie przebrnął kwalifikacji do obu konkursów indywidualnych, a w konkursie drużynowym, wraz ze szwedzką kadrą uplasował się na 13. pozycji.
W marcu 2015 zadebiutował w cyklu Pucharu Świata, dwukrotnie odpadając w kwalifikacjach do konkursów w Oslo.
W sierpniu 2015 doznał poważnej kontuzji, gdy podczas upadku po skoku treningowym w jego kolanie zerwaniu uległo więzadło krzyżowe przednie i uszkodzone zostały łąkotki. W wyniku doznanego urazu i przebytej operacji zmuszony był opuścić resztę sezonu letniego, a także cały sezon zimowy 2015/2016.

## Mistrzostwa świata

### Indywidualnie
| 2015 Falun | – | nie zakwalifikował się (K-90), nie zakwalifikował się (K-120) |

### Drużynowo
| 2015 Falun | – | 13. miejsce (K-120) |

### Starty Ch. Inngjerdingena na mistrzostwach świata – szczegółowo
| Miejsce | Dzień     | Rok  | Miejscowość | Skocznia | Punkt K | HS     | Konkurs  | Skok 1  | Skok 2  | Nota                 | Strata                  | Zwycięzca               |
| ------- | --------- | ---- | ----------- | -------- | ------- | ------ | -------- | ------- | ------- | -------------------- | ----------------------- | ----------------------- |
| —       | 21 lutego | 2015 | Falun       | Lugnet   | K-90    | HS-100 | indywid. | 71,0 m  | 71,0 m  | 71,0 pkt             | Nie zakwalifikował się. | Nie zakwalifikował się. |
| —       | 26 lutego | 2015 | Falun       | Lugnet   | K-120   | HS-134 | indywid. | 100,0 m | 100,0 m | 66,9 pkt             | Nie zakwalifikował się. | Nie zakwalifikował się. |
| 13.     | 28 lutego | 2015 | Falun       | Lugnet   | K-120   | HS-134 | druż.    | 94,0 m  | —       | 144,5 pkt (46,8 pkt) | 728,1 pkt               | Norwegia                |

## Mistrzostwa świata juniorów
| Miejsce | Dzień    | Rok  | Miejscowość | Skocznia      | Punkt K | HS     | Konkurs  | Skok 1 | Skok 2 | Nota | Strata | Zwycięzca            |
| ------- | -------- | ---- | ----------- | ------------- | ------- | ------ | -------- | ------ | ------ | ---- | ------ | -------------------- |
| 54.     | 5 lutego | 2015 | Ałmaty      | Gornyj Gigant | K-95    | HS-106 | indywid. | 82,5 m | –      | 91,8 | 178,1  | Johann André Forfang |

## Puchar Świata

### Miejsca w poszczególnych konkursachPucharu Świata
Opracowano na podstawie materiału źródłowego:
| Sezon 2014/2015                                                                                                   |      |      |             |             |             |             |           |           |            |                        |           |               |                 |       |          |         |         |           |           |                  |                  |           |           |       |        |           |      |      |         |         |        |
| Klingenthal | Ruka | Ruka | Lillehammer | Lillehammer | Niżny Tagił | Niżny Tagił | Engelberg | Engelberg | Oberstdorf | Garmisch-Partenkirchen | Innsbruck | Bischofshofen | Bad Mitterndorf | Wisła | Zakopane | Sapporo | Sapporo | Willingen | Willingen | Titisee-Neustadt | Titisee-Neustadt | Vikersund | Vikersund | Lahti | Kuopio | Trondheim | Oslo | Oslo | Planica | Planica | punkty |
| - | -    | -    | -           | -           | -           | -           | -         | -         | -          | -                      | -         | -             | -               | -     | -        | -       | -       | -         | -         | -                | -                | -         | -         | -     | -      | -         | q    | q    | -       | -       | 0      |
| Legenda |      |      |             |             |             |             |           |           |            |                        |           |               |                 |       |          |         |         |           |           |                  |                  |           |           |       |        |           |      |      |         |         |        |
| 1 2 3 4-10 11-30 poniżej 30 dq – dyskwalifikacja q – zawodnik nie zakwalifikował się - – zawodnik nie wystartował |      |      |             |             |             |             |           |           |            |                        |           |               |                 |       |          |         |         |           |           |                  |                  |           |           |       |        |           |      |      |         |         |        |

## Puchar Kontynentalny

### Miejsca w klasyfikacji generalnej
| Sezon     | Miejsce           |
| --------- | ----------------- |
| 2014/2015 | 119.              |
| 2016/2017 | niesklasyfikowany |

### Miejsca w poszczególnych konkursachPucharu Kontynentalnego
Opracowano na podstawie materiału źródłowego:
| Sezon 2014/2015                                                               |                 |                 |            |            |                 |                 |                        |                        |                              |                              |               |               |               |                     |                     |               |               |                  |                  |                  |                  |                     |                     |             |             |                |                |                   |                   |        |        |        |        |        |        |        |        |        |        |        |        |        |        |        |        |        |        |        |        |        |        |        |        |        |        |        |        |        |        |        |        |        |        |        |        |
| Rena                                                                          | Rena            | Rena            | Engelberg  | Engelberg  | Wisła           | Wisła           | Sapporo                | Sapporo                | Sapporo                      | Planica                      | Planica       | Zakopane      | Zakopane      | Brotterode          | Lahti               | Lahti         | Iron Mountain | Iron Mountain    | Titisee-Neustadt | Titisee-Neustadt | Titisee-Neustadt | Seefeld             | Seefeld             | Niżny Tagił | Niżny Tagił | punkty         | punkty         | punkty            | punkty            | punkty | punkty | punkty | punkty | punkty | punkty | punkty | punkty | punkty | punkty | punkty | punkty | punkty | punkty | punkty | punkty | punkty | punkty | punkty | punkty | punkty | punkty | punkty | punkty | punkty | punkty | punkty | punkty | punkty | punkty | punkty | punkty | punkty | punkty | punkty | punkty |
| 58                                                                            | 56              | 44              | 57         | 57         | -               | -               | 48                     | 30                     | 25                           | -                            | -             | -             | -             | -                   | -                   | -             | -             | -                | -                | -                | -                | -                   | -                   | -           | -           | 7              | 7              | 7                 | 7                 | 7      | 7      | 7      | 7      | 7      | 7      | 7      | 7      | 7      | 7      | 7      | 7      | 7      | 7      | 7      | 7      | 7      | 7      | 7      | 7      | 7      | 7      | 7      | 7      | 7      | 7      | 7      | 7      | 7      | 7      | 7      | 7      | 7      | 7      | 7      | 7      |
| Sezon 2016/2017                                                               |                 |                 |            |            |                 |                 |                        |                        |                              |                              |               |               |               |                     |                     |               |               |                  |                  |                  |                  |                     |                     |             |             |                |                |                   |                   |        |        |        |        |        |        |        |        |        |        |        |        |        |        |        |        |        |        |        |        |        |        |        |        |        |        |        |        |        |        |        |        |        |        |        |        |
| Vikersund HS117                                                               | Vikersund HS117 | Vikersund HS117 | Ruka HS142 | Ruka HS142 | Engelberg HS140 | Engelberg HS140 | Titisee-Neustadt HS142 | Titisee-Neustadt HS142 | Garmisch-Partenkirchen HS140 | Garmisch-Partenkirchen HS140 | Sapporo HS100 | Sapporo HS137 | Sapporo HS137 | Bischofshofen HS140 | Bischofshofen HS140 | Erzurum HS140 | Erzurum HS109 | Brotterode HS117 | Brotterode HS117 | Planica HS139    | Planica HS139    | Iron Mountain HS133 | Iron Mountain HS133 | Rena HS139  | Rena HS139  | Zakopane HS134 | Zakopane HS134 | Czajkowskij HS106 | Czajkowskij HS106 | punkty |        |        |        |        |        |        |        |        |        |        |        |        |        |        |        |        |        |        |        |        |        |        |        |        |        |        |        |        |        |        |        |        |        |        |        |
| -                                                                             | -               | -               | -          | -          | -               | -               | -                      | -                      | -                            | -                            | -             | -             | -             | -                   | -                   | -             | -             | -                | -                | -                | -                | -                   | -                   | 50          | 48          | 57             | 58             | -                 | -                 | 0      |        |        |        |        |        |        |        |        |        |        |        |        |        |        |        |        |        |        |        |        |        |        |        |        |        |        |        |        |        |        |        |        |        |        |        |
| Legenda                                                                       |                 |                 |            |            |                 |                 |                        |                        |                              |                              |               |               |               |                     |                     |               |               |                  |                  |                  |                  |                     |                     |             |             |                |                |                   |                   |        |        |        |        |        |        |        |        |        |        |        |        |        |        |        |        |        |        |        |        |        |        |        |        |        |        |        |        |        |        |        |        |        |        |        |        |
| 1 2 3 4-10 11-30 poniżej 30 dq – dyskwalifikacja - – zawodnik nie wystartował |                 |                 |            |            |                 |                 |                        |                        |                              |                              |               |               |               |                     |                     |               |               |                  |                  |                  |                  |                     |                     |             |             |                |                |                   |                   |        |        |        |        |        |        |        |        |        |        |        |        |        |        |        |        |        |        |        |        |        |        |        |        |        |        |        |        |        |        |        |        |        |        |        |        |

## FIS Cup

### Miejsca w klasyfikacji generalnej
| Sezon     | Miejsce |
| --------- | ------- |
| 2013/2014 | 226.    |

### Miejsca w poszczególnych konkursachFIS Cup
Opracowano na podstawie materiału źródłowego:
| Sezon 2013/2014                                                               |         |         |         |        |        |            |            |              |              |          |          |            |            |          |          |            |            |             |             |        |        |          |          |        |        |        |        |        |        |        |        |        |        |        |        |        |        |        |
| Villach                                                                       | Villach | Szczyrk | Szczyrk | Kuopio | Kuopio | Kranj      | Kranj      | Zakopane     | Zakopane     | Frenštát | Frenštát | Einsiedeln | Einsiedeln | Râșnov   | Râșnov   | Notodden   | Notodden   | Brattleboro | Brattleboro | Râșnov | Râșnov | Zakopane | Zakopane | punkty |        |        |        |        |        |        |        |        |        |        |        |        |        |        |
| -                                                                             | -       | -       | -       | -      | -      | -          | -          | -            | -            | -        | -        | -          | -          | -        | -        | 22         | 29         | -           | -           | -      | -      | -        | -        | 11     |        |        |        |        |        |        |        |        |        |        |        |        |        |        |
| Sezon 2016/2017                                                               |         |         |         |        |        |            |            |              |              |          |          |            |            |          |          |            |            |             |             |        |        |          |          |        |        |        |        |        |        |        |        |        |        |        |        |        |        |        |
| Villach                                                                       | Villach | Szczyrk | Szczyrk | Kuopio | Kuopio | Einsiedeln | Einsiedeln | Hinterzarten | Hinterzarten | Râșnov   | Râșnov   | Notodden   | Notodden   | Zakopane | Zakopane | Eau Claire | Eau Claire | Sapporo     | Sapporo     | punkty | punkty | punkty   | punkty   | punkty | punkty | punkty | punkty | punkty | punkty | punkty | punkty | punkty | punkty | punkty | punkty | punkty | punkty | punkty |
| -                                                                             | -       | -       | -       | -      | -      | -          | -          | -            | -            | -        | -        | 60         | 53         | -        | -        | -          | -          | -           | -           | 0      | 0      | 0        | 0        | 0      | 0      | 0      | 0      | 0      | 0      | 0      | 0      | 0      | 0      | 0      | 0      | 0      | 0      | 0      |
| Legenda                                                                       |         |         |         |        |        |            |            |              |              |          |          |            |            |          |          |            |            |             |             |        |        |          |          |        |        |        |        |        |        |        |        |        |        |        |        |        |        |        |
| 1 2 3 4-10 11-30 poniżej 30 dq – dyskwalifikacja - − zawodnik nie wystartował |         |         |         |        |        |            |            |              |              |          |          |            |            |          |          |            |            |             |             |        |        |          |          |        |        |        |        |        |        |        |        |        |        |        |        |        |        |        |